# Giorgio Vignando
Giorgio Vignando (Jesolo, 17 dicembre 1947 – Eraclea, 22 settembre 2017) è stato un calciatore e allenatore di calcio italiano, di ruolo centrocampista.

## Caratteristiche tecniche
Mediano di spinta, era impiegato prevalentemente con compiti di copertura. Era anche un abile rigorista, il quarto in assoluto per reti realizzate dal dischetto nella storia della Reggiana.

## Carriera

### Giocatore
Transitato nelle giovanili del Torino, senza riuscire ad esordire in prima squadra, viene prestato per una stagione all'Empoli. Nel 1967 il Torino lo cede definitivamente alla Reggiana, con cui disputa da titolare sei stagioni (cinque di Serie B e una di Serie C), sfiorando anche la promozione in Serie A.
Dopo l'annata 1972-1973, nella quale va a segno in 9 occasioni (record personale), viene acquistato dall'Atalanta appena retrocessa fra i cadetti. Chiude la stagione all'undicesimo posto segnando un gol. In seguito viene ceduto al Catanzaro.

Vignando (in piedi, terzo da destra) al Catanzaro nel 1974-1975

In Calabria disputa due stagioni da titolare, la prima fallendo la promozione in Serie A solo allo spareggio contro il Verona, mentre nella successiva il Catanzaro conquista il primo posto. Resta coi giallorossi anche nella stagione 1976-1977, riuscendo, a quasi 30 anni, ad esordire in Serie A, e ad andare a rete proprio nella partita di esordio (7 novembre 1976, nel pareggio interno contro la Roma). A fine stagione le presenze totali saranno 11, con la sola rete alla Roma e il ritorno immediato del Catanzaro in Serie B. Nel novembre 1977 accetta un ulteriore declassamento, al Piacenza in Serie C, dove troverà poco spazio disputando 11 partite con un gol. Conclude la carriera nella Mestrina, in Serie C2.
In carriera ha totalizzato complessivamente 11 presenze ed una rete in Serie A, 245 presenze e 19 reti in Serie B ed una presenza Nazionale Under-23 (20 dicembre 1967, sconfitta per 1-0 a Nottingham contro i pari età dell'Inghilterra).

### Allenatore
Appese le scarpette al chiodo, Vignando è stato anche allenatore della Pro Mogliano nei campionati 1979-1980 e 1980-1981 di Promozione Veneta; allena poi il Pordenone nella prima parte della stagione 1983-1984, venendo sostituito da Furio Flora. Durante la stagione di Promozione Veneta 1984-1985 subentra a dicembre a Franco Sartori sulla panchina del Dolo e nella stagione successiva rimane alla guida dei biancogranata per 19 gare prima di essere esonerato a fine febbraio 1986.

## Palmarès

### Giocatore

#### Competizioni nazionali
- Campionato italiano Serie C: 1

Reggiana: 1970-1971 (girone A)